# Emmen Center
Het Emmen Center is een Zwitsers winkelcentrum in de gemeente Emmen op de grens met de stad Luzern. Het werd geopend in februari 1975 en was een van de eerste winkelcentra in Zwitserland. In november 2022 was het met een winkeloppervlakte van ongeveer 41.500 m² verkoopruimte over drie verdiepingen, het op een na grootste centrum in Centraal-Zwitserland na de Mall of Switzerland. 

## Geschiedenis
Het winkelcentrum werd tussen 1968 en 1972 ontwikkeld door de Amerikaanse architect Victor Gruen in opdracht van Maus Frères Holding. Na een bouwfase van bijna twee jaar werd het op 19 februari 1975 geopend als “Shopping Center Emmen”. Bij de opening was het Emmen Center het grootste winkelcentrum van Zwitserland. Sinds de heropening in 2001 heeft het winkelcentrum daglicht, een parkeergarage met meerdere verdiepingen met een fietsen- en brommerstalling, een tankstation en een woongebouw.

### Renovatie en uitbreiding
Het “Shopping Center Emmen” is tussen 1999 en 2001 volledig gerenoveerd. Het gebouw werd uitgebreid met een derde verdieping en kreeg een glazen dak. Met deze extra verdieping kwam er ongeveer 6.000 m² winkelruimte bij. Op 11 september 2001 werd het “Shopping Center Emmen” heropend en kreeg de naam “Emmen Center”. De International Council of Shopping Centers (ICSC) heeft het  Emmen Center het “Certificate of Merite” toegekend voor de renovatie en uitbreiding. Het Emmen Center is onderverdeeld in food (zes winkels), non-food (61 winkels), horeca (zeven bedrijven) en negen dienstverlenende bedrijven. In 2016 is het centrum ingrijpend gerenoveerd, verbouwd en gemoderniseerd.

Emmen Centrum vóór de renovatie in 2016/2017
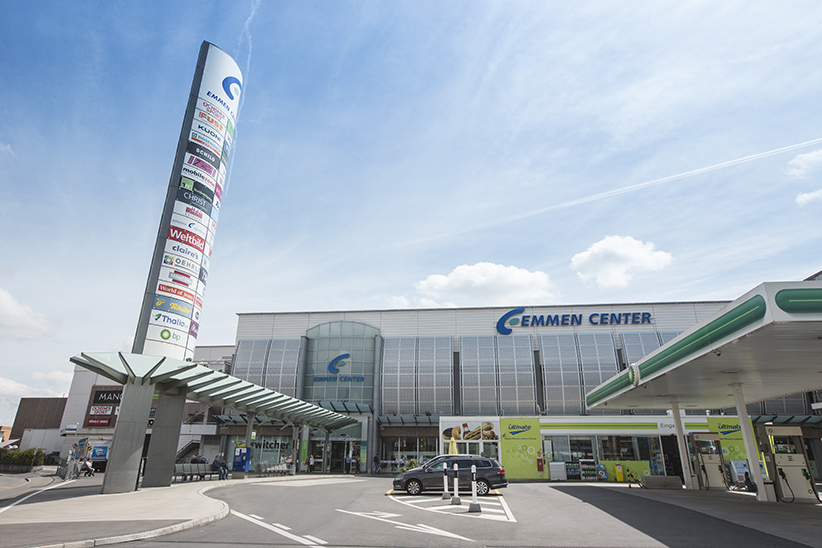
Buitenaanzicht Emmen Centrum
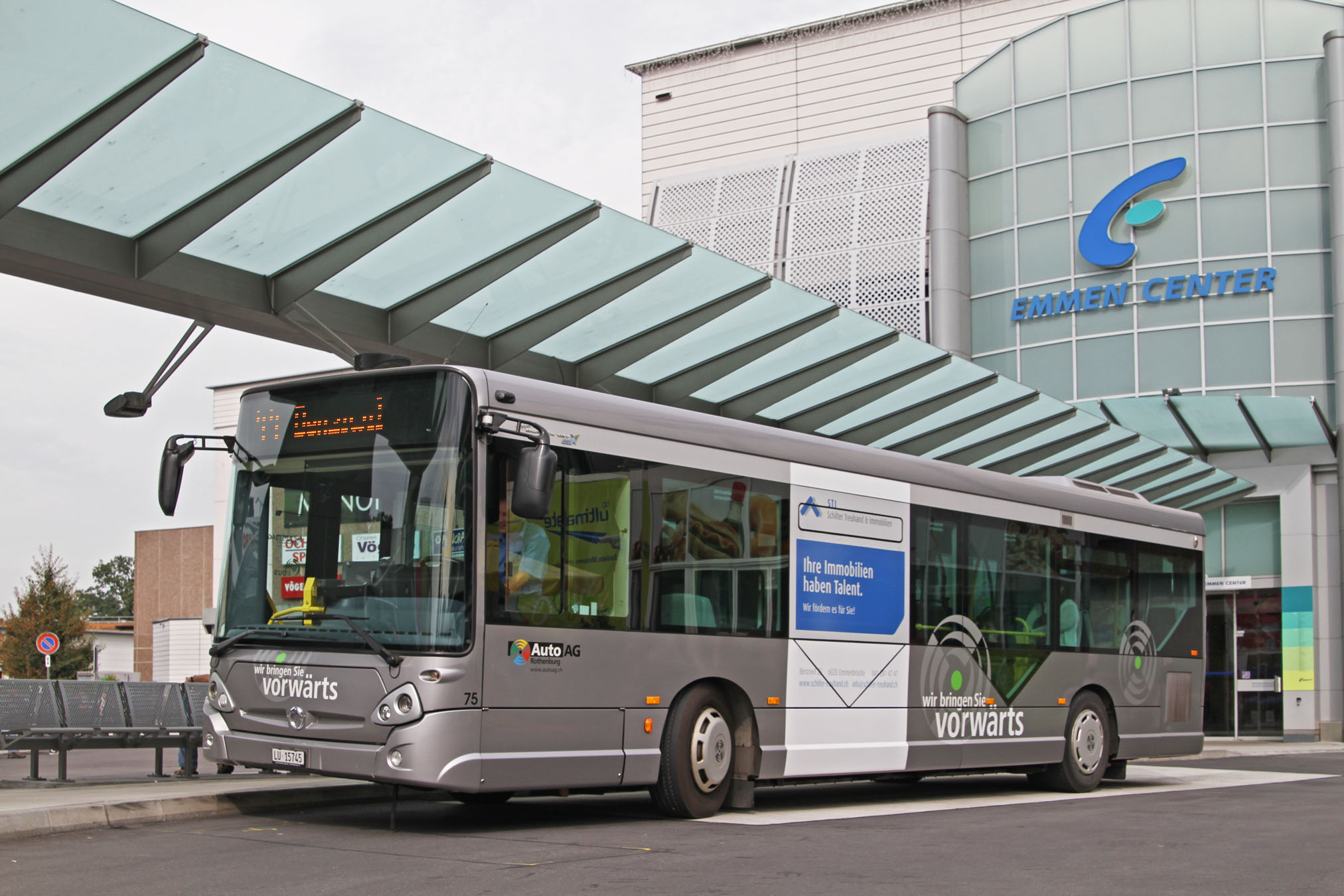
Busstation bij de ingang
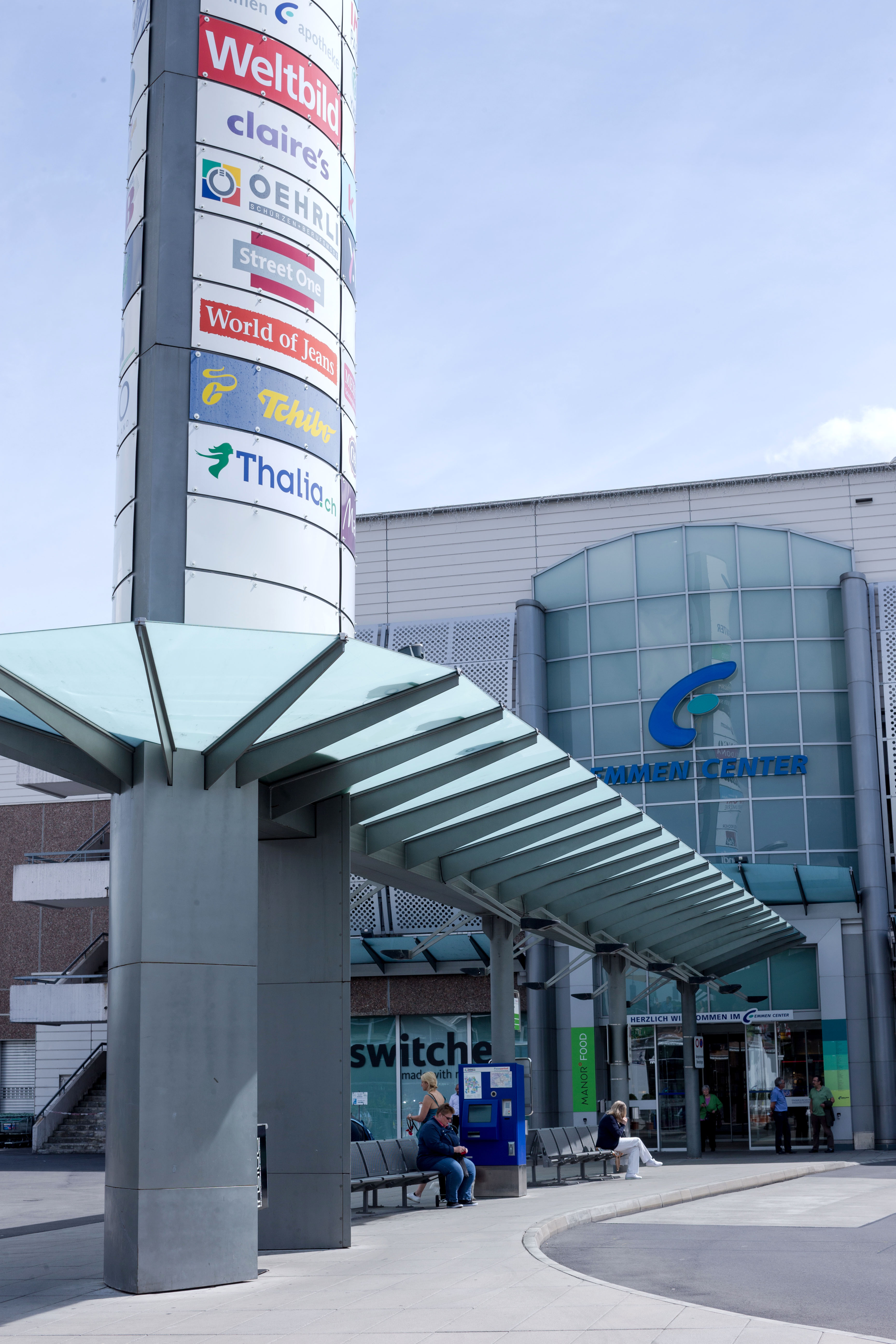
Ingang
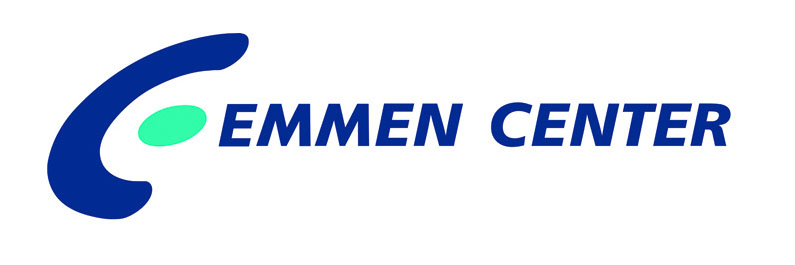
Logo Emmen Centrum tot 2016